# Anomala bonguana
Anomala bonguana är en skalbaggsart som beskrevs av Ohaus 1916. Anomala bonguana ingår i släktet Anomala och familjen Rutelidae. Inga underarter finns listade i Catalogue of Life.